# Jaguar (1928)
Pour les articles homonymes, voir Jaguar (homonymie).
Le Jaguar est un torpilleur de la classe Type 1924 de la Reichsmarine puis de la Kriegsmarine.

## Histoire
Le torpilleur est construit en même temps que le Leopard au Reichsmarinewerft. Les deux bateaux ainsi que les sister-ships Tiger et Luchs sont lancés le 15 mars 1928 après un discours de baptême de l'amiral Iwan Oldekop. Le baptême est donné par l'ancien commandant de la canonnière Jaguar, le contre-amiral Harry Mündel.
En juin 1929, le navire est placé dans la 3e flottille. Entre avril et juin 1930, le Jaguar traverse la Méditerranée avec la flottille et fait escale à Vigo, Lisbonne et Split. Durant l'été 1931, il va dans les eaux de la Norvège. Le 25 septembre 1931, le Jaguar est désarmé.
Il revient en octobre 1932. Le 18 septembre 1933, le Jaguar porte secours au Niobe qui coule, victime d'un grain blanc au large de l'île Fehmarn. En août et septembre 1936, le navire va en Espagne. Au début de la guerre civile, il participe à l'évacuation des réfugiés allemands et d'autres nationalités vers des ports français. Il revient en novembre et décembre 1936. Le 16 mars 1937, il est de nouveau désarmé à Wilhelmshaven.
Il est armé le 3 juin 1937. Il sert de navire-école pour l'école d'artillerie. Il est présent à la parade de la flotte pour le lancement le 22 août 1938 du croiseur lourd Prinz Eugen auquel assistent Adolf Hitler et Miklós Horthy.
Au début de la Seconde Guerre mondiale, le torpilleur participe à des poses de mines marines en mer du Nord puis à des missions de sauvegarde et d'escorte. En compagnie du Seeadler, il intercepte six navires marchands dans le Skagerrak du 14 au 16 décembre 1939. Il est ensuite renvoyé dans un chantier naval pour être modifié et ne participe pas à l'opération Weserübung. En avril 1940, il assiste à la chasse aux sous-marins dans le Cattégat. Avec le navire d'escorte F 5, il protège le Brummer durant son voyage en Norvège en avril 1940 lorsque ce dernier est coulé par le sous-marin britannique HMS Sterlet.
Lors de l'opération Juno en juin 1940, le Jaguar est un navire d'escorte. Il protège ensuite le Nürnberg et le Scharnhorst sur le chemin du retour en Allemagne. En juillet et août 1940, il fait des missions en mer du Nord. Au cours de l'une d'entre elles, le Luchs est touché par une torpille. Le Jaguar et l'Iltis récupèrent 53 survivants. Début septembre, il prend part à des poses de mines.
Jusqu'en mars 1941, le navire fait des missions d'éclairage de poses de mines, sert de navire-école. Il escorte le Scharnhorst et le Gneisenau dans le cadre de l'opération Berlin. Le 23 mars, le Jaguar et l'Iltis partent de la Norvège pour Cherbourg. Mais devant Egersund, le Jaguar perd son gouvernail et doit être remorqué par son sister-ship. Après que son équipage a été récupéré par le Seefalke, le navire va à Stavanger pour des travaux provisoires puis de Kiel à Wilhelmshaven et repart ensuite avec le Python jusqu'à Rotterdam. Il est en chantier du 20 mars au 16 mai 1941. Mi-juin, il repart en Norvège. D'août à décembre, il est un navire-école.
En février 1942, la 5e T-flottille, à laquelle appartient le Jaguar, sert d'escorte au Scharnhorst, au Gneisenau et au Prinz Eugen du cap Gris-Nez jusqu'en Allemagne dans le cadre de l'opération Cerberus. Le torpilleur subit un bombardement qui fait trois blessés graves et neuf légers. Après des réparations à Rotterdam, il revient dans la mission. Présent lors de l'opération Chariot, le Jaguar peut aborder le navire britannique MGB 14. La tentative de remorquage est arrêtée à la vue d'autres navires britanniques.
Après un passage par le chantier naval, le navire sert de nouveau de navire-école à l'artillerie en août 1942. Dans la fœrde de Kiel, il est percuté par un chalutier le 18 novembre. En plus de la destruction de la salle de radio, il y a un mort et deux blessés. La réparation des dommages a lieu du 19 novembre 1942 au 22 février 1943. Début mars, il part pour Kristiansand où il accompagne le Scharnhorst dans la baie de Bogen puis le Nürnberg dans son retour en Allemagne. Il participe ensuite à des poses de mines. En mai 1943, il longe les côtes françaises. Jusqu'au printemps 1944, il fait des missions d'escorte de protection. Il croise parfois l'ennemi. Le 30 août 1943, un dragueur de mines percute le Jaguar alors qu'il partait pour être réparé. En mai 1944, la 5e T-flotille se déplace de Cherbourg jusqu'au Havre. Le Jaguar résiste aux bombardements britanniques au cours du transfert le 24 mai, mais pas le Greif.
Après le déclenchement du débarquement en Normandie, le Jaguar participe aux opérations offensives pour l'arrêter. Il coule ainsi le Svenner, un destroyer norvégien. Le 14 juin 1944, les forces aériennes alliées bombardent le port du Havre. Le Jaguar subit de lourds dommages et coule à 6 heures du matin. 16 membres d'équipage meurent.

## Commandement
| 1er juin 1929 au 25 septembre 1931 | Kapitänleutnant Hans-Armin Czech                                |
| 1er octobre 1932 à octobre 1933    | Kapitänleutnant Gottfried Pönitz                                |
| Octobre 1933 à septembre 1935      | Oberleutnant zur See / Kapitänleutnant Friedrich Böhme          |
| Septembre 1935 au 16 mars 1937     | Kapitänleutnant Karl Smidt                                      |
| 3 juin 1937 à avril 1939           | Kapitänleutnant Klaus Scholtz                                   |
| Avril à octobre 1939               | Kapitänleutnant Franz Kohlauf                                   |
| Octobre 1939 à avril 1941          | Kapitänleutnant Werner Hartenstein                              |
| Avril 1941 à mai 1942              | Kapitänleutnant Friedrich Karl Paul                             |
| Mai à novembre 1942                | Kapitänleutnant Hans Strecker                                   |
| Juin à août 1942                   | Leutnant zur See Hanns Tietze (intérim)                         |
| Août à septembre 1942              | Kapitänleutnant Konrad Loerke (intérim)                         |
| Novembre 1942 à octobre 1943       | Kapitänleutnant Walter Lüdde-Neurath                            |
| Janvier à février 1943             | Oberleutnant zur See Horst Freiherr von Luttitz (intérim)       |
| Août à septembre 1943              | Oberleutnant zur See Horst Freiherr von Luttitz (intérim)       |
| Septembre à octobre 1943           | Kapitänleutnant / Korvettenkapitän Wirich von Gartzen (intérim) |
| Novembre à décembre 1943           | Leutnant zur See Otto Schäfer (intérim)                         |
| Décembre 1943 à janvier 1944       | Oberleutnant zur See Heinz-Harald Pockrandt (intérim)           |
| Janvier au 14 juin 1944            | Oberleutnant zur See Heinz-Jürgen Sonnenburg                    |